# Top Model po-ukrainsky (mùa 4)
Mùa thứ tư của Top Model po-ukrainsky được dựa theo America's Next Top Model của Tyra Banks và là mùa đầu tiên. Alla Kostromichova, Serhiy Nikityuk và Sonya Plakydyuk quay lại làm giám khảo cho mùa này còn Richard Horn sẽ không còn là giám khảo nữa và sẽ thay thế ông là Kostyantyn Borovskyy. Trong mùa này, có sự thay đổi là sẽ có thêm thí sinh nam tham gia vào cuộc thi.
Điểm đến quốc tế của mùa này là Amsterdam dành cho top 3.
Người chiến thắng trong cuộc thi là Samvel Tumanyan, 19 tuổi từ Hostomel. Anh giành được giải thưởng gồm một hợp đồng người mẫu với K Models, lên ảnh bìa và 6 trang biên tập cho tạp chí Pink, giải thưởng tiền mặt trị giá ₴100.000, một chuyến đi tới New York để bắt đầu sự nghiệp người mẫu.

## Các thí sinh
(Tuổi tính từ ngày dự thi)
| Thí sinh | Thí sinh                                      | Tuổi | Chiều cao               | Quê quán          | Bị loại ở | Hạng               |
| -------- | --------------------------------------------- | ---- | ----------------------- | ----------------- | --------- | ------------------ |
|          | Karyna Krylyuk Карина Крилюк                  | 19   | 1,80 m (5 ft 11 in)     | Rivne             | Tập 2     | 20                 |
|          | Dmytro Zabolotskyy Дмитро Заболотський        | 21   | 1,89 m (6 ft 2+1⁄2 in)  | Melitopol         | Tập 3     | 19                 |
|          | Iryna Symchych Ірина Симчич                   | 19   | 1,74 m (5 ft 8+1⁄2 in)  | Ivano-Frankivsk   | Tập 4     | 18                 |
|          | Misha Kukharchuk Міша Кухарчук                | 20   | 1,83 m (6 ft 0 in)      | Rivne             | Tập 5     | 17 (dừng cuộc thi) |
|          | Vlad Dunayev Влад Дунаєв                      | 18   | 1,83 m (6 ft 0 in)      | Kaniv             | Tập 5     | 16                 |
|          | Anastasiya Panova Анастасія Панова            | 22   | 1,76 m (5 ft 9+1⁄2 in)  | Kryvyi Rih        | Tập 6     | 15                 |
|          | Liza Doronko Ліза Доронько                    | 19   | 1,81 m (5 ft 11+1⁄2 in) | Kharkiv           | Tập 7     | 14                 |
|          | Katya Pryhoda (Awa) Катя Пригода (Ава)        | 24   | 1,70 m (5 ft 7 in)      | Poltava           | Tập 9     | 13                 |
|          | Ira Moysak Іра Мойсак                         | 20   | 1,76 m (5 ft 9+1⁄2 in)  | Kyiv              | Tập 10    | 12                 |
|          | Maks Sosnovskyy Макс Сосновський              | 23   | 1,86 m (6 ft 1 in)      | Mohyliv-Podilskyi | Tập 10    | 11                 |
|          | Danya Zolotov Даня Золотов                    | 20   | 1,87 m (6 ft 1+1⁄2 in)  | Sieverodonetsk    | Tập 11    | 10                 |
|          | Dima Kharlamov Діма Харламов                  | 21   | 1,84 m (6 ft 1⁄2 in)    | Kremenchuk        | Tập 13    | 9                  |
|          | Nastya Hladchenko Настя Гладченко             | 17   | 1,74 m (5 ft 8+1⁄2 in)  | Dnipropetrovsk    | Tập 13    | 8                  |
|          | Masha Shevchenko Маша Шевченко                | 19   | 1,85 m (6 ft 1 in)      | Lynovytsya        | Tập 14    | 7                  |
|          | Serhiy Pistryy (Stoun) Сергій Пістрий (Стоун) | 22   | 1,85 m (6 ft 1 in)      | Bila Tserkva      | Tập 15    | 6                  |
|          | Olena Feofanova Олена Феофанова               | 20   | 1,70 m (5 ft 7 in)      | Donetsk           | Tập 16    | 5                  |
|          | Revan Palyukh Реван Палюх                     | 19   | 1,94 m (6 ft 4+1⁄2 in)  | Lviv              | Tập 17    | 4                  |
|          | Svyat Boyko Свят Бойко                        | 27   | 1,83 m (6 ft 0 in)      | Stryi             | Tập 17    | 3                  |
|          | Vika Rohalchuk Віка Рогальчук                 | 17   | 1,69 m (5 ft 6+1⁄2 in)  | Kyiv              | Tập 18    | 2                  |
|          | Samvel Tumanyan Самвел Туманян                | 19   | 1,85 m (6 ft 1 in)      | Hostomel          | Tập 18    | 1                  |

## Kết quả
| Thứ tự | Tập        | Tập        | Tập        | Tập        | Tập        | Tập        | Tập    | Tập    | Tập    | Tập    | Tập    | Tập    | Tập    | Tập    | Tập    | Tập    | Tập    | Tập    | Tập    |
| Thứ tự | 1          | 2          | 3          | 4          | 5          | 6          | 7      | 8      | 9      | 10     | 11     | 12     | 13     | 14     | 15     | 16     | 17     | 17     | 18     |
| ------ | ---------- | ---------- | ---------- | ---------- | ---------- | ---------- | ------ | ------ | ------ | ------ | ------ | ------ | ------ | ------ | ------ | ------ | ------ | ------ | ------ |
| 1      | Artem      | Masha      | Stoun      | Stoun      | Stoun      | Awa        | Samvel | Nastya | Іra    | Svyat  | Olena  | Masha  | Vika   | Samvel | Revan  | Revan  | Vika   | Vika   | Samvel |
| 2      | Anastasiya | Awa        | Revan      | Misha      | Dima       | Мaks       | Danya  | Danya  | Vika   | Samvel | Revan  | Nastya | Samvel | Vika   | Samvel | Svyat  | Samvel | Samvel | Vika   |
| 3      | Viad       | Liza       | Іryna      | Svyat      | Anastasiya | Nastya     | Nastya | Dima   | Danya  | Vika   | Samvel | Stoun  | Оlena  | Оlena  | Svyat  | Vika   | Svyat  | Svyat  |        |
| 4      | Awa        | Іryna      | Іra        | Anastasiya | Мaks       | Samvel     | Revan  | Awa    | Оlena  | Оlena  | Stoun  | Samvel | Svyat  | Revan  | Оlena  | Samvel | Revan  |        |        |
| 5      | Svyat      | Dima       | Vika       | Samvel     | Vika       | Dima       | Оlena  | Vika   | Svyat  | Nastya | Dima   | Svyat  | Masha  | Stoun  | Vika   | Оlena  |        |        |        |
| 6      | Nastya     | Міsha      | Misha      | Vlad       | Samvel     | Vika       | Vikа   | Оlena  | Мaks   | Dima   | Svyat  | Vikа   | Revan  | Svyat  | Stoun  |        |        |        |        |
| 7      | Danya      | Nastya     | Dima       | Liza       | Міshа      | Іra        | Іra    | Revan  | Nastya | Masha  | Vikа   | Оlena  | Stoun  | Masha  |        |        |        |        |        |
| 8      | Misha      | Оlenа      | Maks       | Masha      | Revan      | Оlena      | Serhiy | Мaks   | Samvel | Revan  | Nastya | Dima   | Nastya |        |        |        |        |        |        |
| 9      | Ira        | Мaks       | Vlad       | Nastya     | Nastya     | Lizа       | Dima   | Svyat  | Revan  | Danya  | Masha  | Revan  | Dima   |        |        |        |        |        |        |
| 10     | Iryna      | Svyat      | Anastasiya | Іra        | Syvat      | Revan      | Masha  | Masha  | Stoun  | Stoun  | Danya  |        |        |        |        |        |        |        |        |
| 11     | Revan      | Vlad       | Samvel     | Аwа        | Іra        | Svyat      | Awa    | Іra    | Dima   | Маks   |        |        |        |        |        |        |        |        |        |
| 12     | Masha      | Vika       | Nastya     | Revan      | Lizа       | Masha      | Svyat  | Stoun  | Masha  | Ira    |        |        |        |        |        |        |        |        |        |
| 13     | Vika       | Stoun      | Danya      | Dima       | Danya      | Stoun      | Маks   | Samvel | Awa    |        |        |        |        |        |        |        |        |        |        |
| 14     | Stoun      | Revan      | Liza       | Оlena      | Masha      | Danya      | Lizа   |        |        |        |        |        |        |        |        |        |        |        |        |
| 15     | Liza       | Anastasiya | Olena      | Маks       | Оlena      | Anastasiya |        |        |        |        |        |        |        |        |        |        |        |        |        |
| 16     | Karyna     | Dmytro     | Awa        | Danya      | Awa        |            |        |        |        |        |        |        |        |        |        |        |        |        |        |
| 17     | Olena      | Іrа        | Masha      | Vikа       | Vlad       |            |        |        |        |        |        |        |        |        |        |        |        |        |        |
| 18     | Maks       | Samvel     | Svyat      | Іryna      |            |            |        |        |        |        |        |        |        |        |        |        |        |        |        |
| 19     | Dmytro     | Danya      | Dmytro     |            |            |            |        |        |        |        |        |        |        |        |        |        |        |        |        |
| 20     | Samvel     | Karyna     |            |            |            |            |        |        |        |        |        |        |        |        |        |        |        |        |        |

     Thí sinh dừng cuộc thi
     Thí sinh được miễn loại
     Thí sinh bị loại
     Thí sinh ban đầu bị loại nhưng được cứu
     Thí sinh bị loại trước buổi đánh giá
     Thí sinh chiến thắng cuộc thi
1. ↑  Thứ tự gọi tên chỉ lần lượt từng người an toàn.
2. ↑  Trong tập 1 là tập casting. 5 thí sinh đầu tiên được lựa chọn vào cuộc thi sau phần trình diễn thời trang, 5 thí sinh tiếp theo được lựa chọn vào cuộc thi sau buổi chụp hình và 10 thí sinh còn lại được xác định sau phần trình diễn thời trang 1 lần nữa. Vào cuối tập, Artem dừng cuộc thi.
3. ↑  Trong tập 2, Dima K., người đã bị loại khỏi top 20, tham gia vào cuộc thi vì Artem dừng cuộc thi.
4. ↑  Trong tập 3, Sergiy chiến thắng thử thách và được miễn loại trong 3 tập (bao gồm cả tập phim anh giành chiến thắng). Svyat là đội trưởng của đội của anh ấy và kiểm soát ai đã rời khỏi đội của anh ấy mỗi lần. Do hạn chế về thời gian, anh đã không thể tham gia buổi chụp hình.
5. ↑  Trong tập 5, Misha dừng cuộc thi.
6. ↑  Trong tập 8, các giám khảo đã chọn Samvel & Stone làm hai người cuối bảng. Lúc đầu, Samvel sẽ phải rời khỏi cuộc thi nhưng anh không bị loại.
7. ↑  Trong tập 14, tất cả ban đầu được tuyên bố an toàn khi tên của họ được gọi để đánh giá. Sau khi buổi đánh giá kết thúc, Alla bước vào phòng chờ của các thí sinh là thông báo rằng là Olena và Masha là 2 thí sinh rơi vào cuối bảng, với Masha là người bị loại.
8. ↑  Trong tập 17, sau buổi chụp hình đầu tiên thì các giám khảo sẽ chọn 1 người để tiếp tục cuộc thi. Revan Không được chọn trong 3 giám khảo nên đã bị loại và không được tới Amsterdam.

### Buổi chụp hình
| Tập | Chính thức | Đấu loại |
| --- | --- | --- |
| 1   | Tạo dáng trong đồ lót đen theo từng người một(casting)                                                                          | Tạo dáng trong đồ lót đen theo từng người một(casting)                                                                          |
| 2   | Đồ lót trong bồn tắm; Tên sát nhân tâm thần                                                                                     | Đồ lót trong bồn tắm; Tên sát nhân tâm thần                                                                                     |
| 3   | Hóa thân thành quân cờ vua theo cặp                                                                                             | Hóa thân thành quân cờ vua theo cặp                                                                                             |
| 4   | Côn trùng bị mắc trong mạng nhện; Nạn nhân của tai nạn giao thông                                                               | Côn trùng bị mắc trong mạng nhện; Nạn nhân của tai nạn giao thông                                                               |
| 5   | Tạo dáng với động vật trong không gian hẹp                                                                                      | Tạo dáng với động vật trong không gian hẹp                                                                                      |
| 6   | Tạo dáng theo cặp cho Podolyan; Khỏa thân trên xe buýt                                                                          | Trả lời câu hỏi về thời trang theo nhiều kiểu                                                                                   |
| 7   | Video chuyển động: Nhảy múa với người xanh; Video chuyển động: Vui vẻ nổi loạn trong văn phòng                                  | Tạo dáng trong đồ trắng khi bị ném trứng và cà chua                                                                             |
| 8   | Khỏa thân trên xe buýt | Tạo dáng trên đỉnh Trái Đất trên vũ trụ trong nhiều lớp quần áo                                                                 |
| 9   | Video chuyển động: Dạo bước trong rừng                                                                                          | Trận chiến nhảy múa trên sân khấu                                                                                               |
| 10  | Người ngoài hành tinh với con người; Tên cướp trong truyện tranh; Cặp đôi hoán đổi giới tính                                    | Người bảo vệ vương quốc trên không dựa theo bài hát Гупало Василь (Gupalo Vasily)                                               |
| 11  | Tên tù nhân bị tử hình | Trình diễn thời trang trong trang phục đầy màu sắc                                                                              |
| 12  | Ảnh quảng cáo cho Funsies trên hồ bơi; 12 cung hoàng đạo trước nền neon                                                         | Boxing bên trong lồng sắt |
| 13  | Ảnh trắng đen kẻ nổi loạn với bò sát; Tạo dáng trong bóng tối                                                                   | Tạo dáng với những chiếc mũ kì quặc trên bục rơi vào bồn nước                                                                   |
| 14  | Sang trong bên máy bay | Sang trong bên máy bay |
| 15  | Ảnh quảng cáo phòng chống bạo lực                                                                                               | Trò chuyện với trẻ con |
| 16  | Chơi nhạc dưới nước theo nhóm; Những vị thần của châu Phi                                                                       | Chơi nhạc dưới nước theo nhóm; Những vị thần của châu Phi                                                                       |
| 17  | Người dân bản xứ thời xưa; Ảnh trắng đen thời trang BDSM theo cặp với Alla Kostromichova; Thời trang hoa tulip trên cối xay gió | Người dân bản xứ thời xưa; Ảnh trắng đen thời trang BDSM theo cặp với Alla Kostromichova; Thời trang hoa tulip trên cối xay gió |